# Guillaume Emmanuel Guignard de Saint-Priest

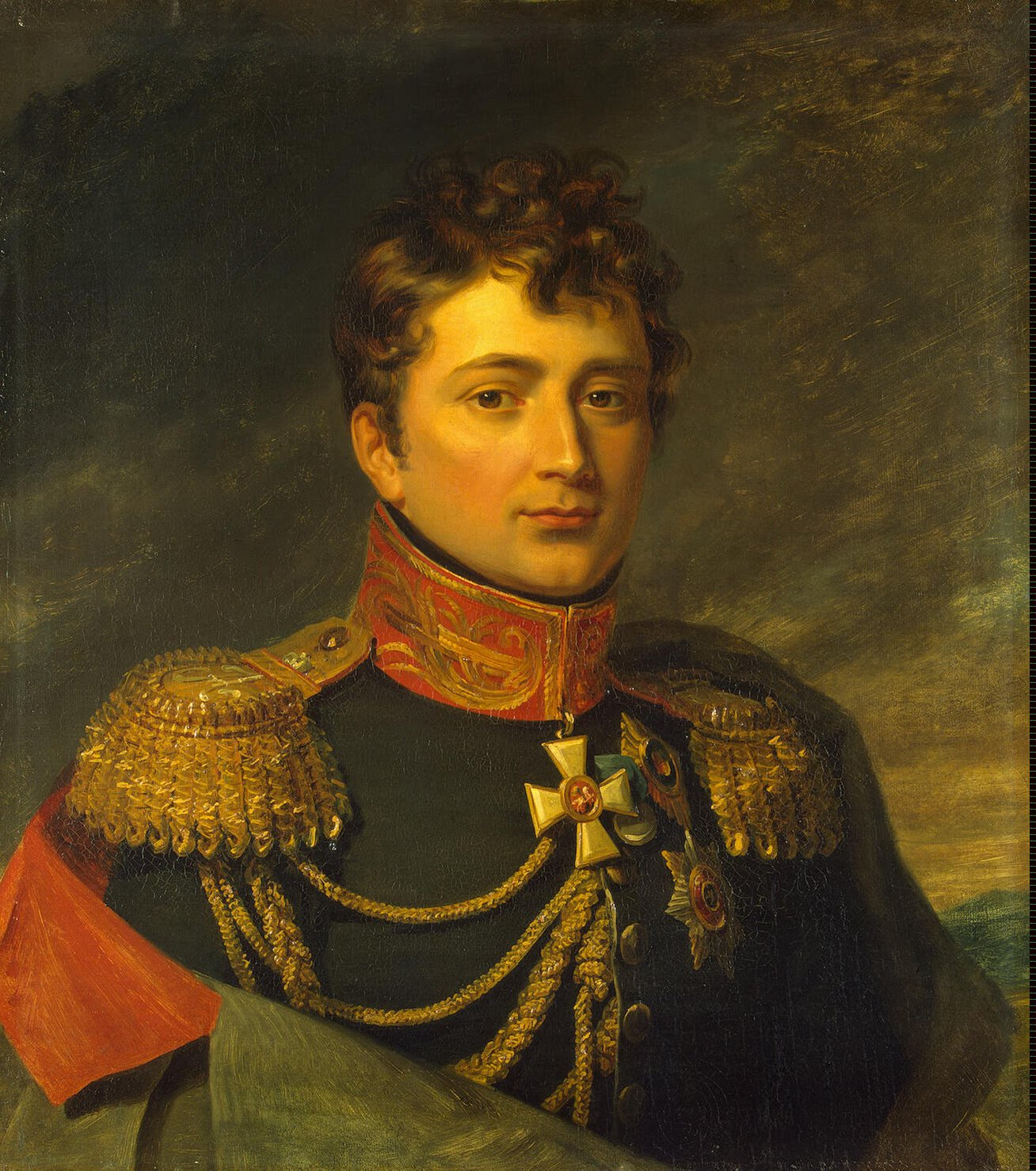
Guillaume Emmanuel Guignard, Vicomte de Saint-Priest, Porträt von George Dawe aus der Militärgalerie (Военная галерея) des Winterpalastes

Guillaume Emmanuel Guignard, Vicomte de Saint-Priest (russisch Эммануил Францевич Сен-При); (* 4. März 1776 in Konstantinopel; † 29. März 1814 in Laon), war ein General französischer Abstammung in russischen Diensten, der in den Napoleonischen Kriegen unter Alexander I. (Russischer Zar von 1801 bis 1825) diente.

## Herkunft
Er war der älteste Sohn des französischen Diplomaten und Staatsministers François Emmanuel Guignard, Comte de Saint-Priest aus Saint-Priest bei Lyon, einem der engsten und letzten Vertrauten des französischen Königs Ludwig XVI.
Während sein Vater Gesandter des französischen Königs an der Hohen Pforte in Konstantinopel war, wurde Saint-Priest dort geboren. 1795 musste sein Vater während der Revolutionswirren mit der gesamten Familie aus Frankreich emigrieren. Saint-Priest studierte zunächst an der Universität Heidelberg; später trat er in den Dienst der Kaiserlich Russischen Armee. 

## Militärdienst
Er zeichnete sich in der Schlacht bei Austerlitz (2. Dezember 1805) aus, wurde 1807 bei Preußisch Eylau verwundet und während des napoleonischen Russlandfeldzuges 1812 am 21. Oktober zum Generalleutnant befördert. 1813 zeichnete er sich bei Löbau und Bischofswerda aus und führte das russische 8. Infanteriekorps im Verband der Schlesischen Armee unter Blücher in der Schlacht von Leipzig. Im Feldzug von 1814 zeichneten sich seine Truppen bei der Belagerung von Koblenz und Mainz aus. 
In Koblenz bewies Saint-Priest Humor, als er am Kastorbrunnen, der eigentlich an den siegreichen Russlandfeldzug Napoléons erinnern sollte, eine weitere Inschrift anbringen ließ: „Gesehen und genehmigt durch uns, russischer Kommandant der Stadt Koblenz, am 1. Januar 1814“ (Näheres hier). 
Bei dem Gefecht vor Reims am 13. März 1814 wurde er schwer verwundet und starb 16 Tage später in Laon. Er wurde in der Kathedrale von Laon beigesetzt. Die französischen Royalisten errichteten ihm in Laon ein Denkmal; dieses wurde während der Julirevolution von 1830 zerstört.